# Poeoptera kenricki
Poeoptera kenricki é uma espécie de passeriforme da família Sturnidae.
Pode ser encontrada nos seguintes países: Quénia e Tanzânia.